# Прітхвірадж III

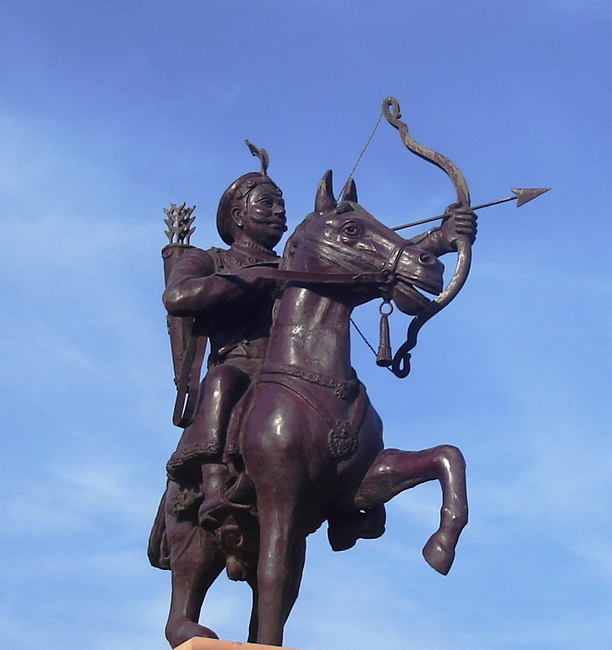
Пам'ятник Прітхвіраджу III в Аджмері

Прітхвірадж III або Прітхвірадж Чаухан (1166—1192) — магараджа з індуської раджпутської династії Чаухан, що правив великим царством на півночі Індії в другій половині 12 століття.

## Життєпис
Старший син Сомешвари і Карпурадеві, доньці Нарасімхадеві Калачура, магараджахіраджи Чеді. Прітхвірадж Чаухан був передостаннім індуським правителем на троні Сакамбхарі. За легендою був правителем Делі (останнім був Хему Вікрамадітья). Насправді там панував Прітхвіпала з династії Томар, що був васалом Прітхвіраджа III. 
Він успадкував трон 1169-го у віці 20 років і правив з двох столиць — Аджмера і Делі. Його царство охоплювало території сучасних штатів Раджастан і Хар'яна, під його керівництвом раджпути ефективно протистояли мусульманській агресії. Історія таємної втечі Прітхвіраджа Чаухана з Сам'юктою, дочкою Джаячанда, раджі Каннауджа з династії Ґахадвала, у 1175 році зараз є популярною романтичною розповіддю та темою епічної поеми Прітхвірадж Расо, написаною придворним поетом Прітхвіраджа Чандом Бардаєм.
Прітхвірадж Чаухан успішно розбив війська афганського правителя Мухаммада Ґхорі у Першій тараїнські битві в 1191 році, але загинув під час Другої тараїнської битви наступного року. В результаті битва була програна для індусів, а Делі перейшов під контроль мусульманських правителів. Втім його син Говіндараджа IV зумів зберегти частину володінь.